# Долдри, Стивен
Сти́вен Дэ́вид До́лдри (англ. Stephen David Daldry; род. 2 мая 1961 года, Дорсет, Англия, Великобритания) — английский режиссёр и продюсер, наиболее известный по фильмам «Билли Эллиот» (2000), «Часы» (2002), «Чтец» (2008) и «Жутко громко и запредельно близко» (2011). Лауреат трёх «премий Лоренса Оливье» и двух премий «Тони». Трёхкратный номинант на премию «Оскар» (2001, 2003, 2009) в категории «Лучшая режиссура», двукратный номинант на премию «Золотой глобус» (2003, 2009), а также лауреат премий «Эмми» (2018) за работу над сериалом Netflix «Корона» и BAFTA (2001).

## Ранняя жизнь
Долдри родился в Дорсете, Англия, в семье банковского работника Патрика Долдри и певицы Черри Долдри (урождённой Томпсон). Позже семья переехала в Тонтон, Сомерсет. Когда Долдри было 14 лет, его отец умер от рака.
Стивен начинал в молодёжной театральной труппе в Тонтоне, в составе которой выступал в течение нескольких лет. В возрасте 18 лет получил стипендию Королевских военно-воздушных сил Великобритании, поступил на филфак Шеффилдского университета, в котором возглавил университетскую театральную группу.
Окончив обучение в университете, он провёл год в путешествиях по Италии, где одно время был учеником клоуна. Потом он обучался актёрскому мастерству в театральной школе "East-15", затем в аспирантуре Эссекского университета (1982—83), и, вернувшись в Шеффилд, начал работать в Крусибл-театре (1985—88).

## Личная жизнь
Сам Долдри называет себя геем, однако с 2001 года он женат на актрисе Люси Секстон, от которой у него есть ребёнок — дочь Аннабель Клэр (род. 2003). По его словам, он предпочитает такой термин, поскольку так удобнее людям («они не любят путаться»). В других своих интервью он отмечал, что женился, поскольку хотел создать семью и ему нужна была медицинская страховка.
Ранее, с 1988 по 2001 год, Долдри состоял в отношениях с художником-постановщиком Йеном МакНилом. Они познакомились во время работы над постановкой «Алиса в Стране чудес» в 1988 году в Ланкастере и вместе работали над различными театральными проектами, включая бродвейский мюзикл «Билли Эллиот» (2008).

## Фильмография
| Год  |     | Русское название                  | Оригинальное название             | Роль     |
| ---- | --- | --------------------------------- | --------------------------------- | -------- |
| 1998 | кор | Восемь                            | Eight                             | режиссёр |
| 2000 | ф   | Билли Эллиот                      | Billy Elliot                      | режиссёр |
| 2002 | ф   | Часы                              | The Hours                         | режиссёр |
| 2004 | кор | Микибо и я                        | Mickybo and Me                    | продюсер |
| 2005 | кор | Парень Икс                        | Guy X                             | продюсер |
| 2006 | ф   | Сын человека                      | Son of Man                        | продюсер |
| 2006 | кор | Незамкнутый                       | Unlocked                          | продюсер |
| 2007 | кор | Среда                             | Wednesday                         | продюсер |
| 2008 | ф   | Чтец                              | The Reader                        | режиссёр |
| 2011 | ф   | Жутко громко и запредельно близко | Extremely Loud & Incredibly Close | режиссёр |
| 2014 | ф   | Свалка                            | Trash                             | режиссёр |

## Награды и номинации
| Премия                        | Год  | Фильм                               | Категория                              | Результат |
| ----------------------------- | ---- | ----------------------------------- | -------------------------------------- | --------- |
| «Оскар»                       | 2001 | «Билли Эллиот»                      | Лучший режиссёр                        | Номинация |
| «Оскар»                       | 2003 | «Часы»                              | Лучший режиссёр                        | Номинация |
| «Оскар»                       | 2009 | «Чтец»                              | Лучший режиссёр                        | Номинация |
| «Золотой глобус»              | 2003 | «Часы»                              | Лучший режиссёр                        | Номинация |
| «Золотой глобус»              | 2009 | «Чтец»                              | Лучший режиссёр                        | Номинация |
| BAFTA                         | 1999 | «Восемь»                            | Лучший короткометражный фильм          | Номинация |
| BAFTA                         | 2001 | «Билли Эллиот»                      | Лучший британский фильм                | Победа    |
| BAFTA                         | 2001 | «Билли Эллиот»                      | Лучший режиссёр                        | Номинация |
| BAFTA                         | 2001 | «Билли Эллиот»                      | Самый многообещающий новичок           | Номинация |
| BAFTA                         | 2003 | «Часы»                              | Лучший британский фильм                | Номинация |
| BAFTA                         | 2003 | «Часы»                              | Лучший режиссёр                        | Номинация |
| BAFTA                         | 2009 | «Чтец»                              | Лучший режиссёр                        | Номинация |
| BAFTA                         | 2015 | «Свалка»                            | Лучший фильм на иностранном языке      | Номинация |
| «Сезар»                       | 2001 | «Билли Эллиот»                      | Лучший фильм на иностранном языке      | Номинация |
| «Сезар»                       | 2004 | «Часы»                              | Лучший фильм на иностранном языке      | Номинация |
| «Эмми»                        | 2017 | «Корона»                            | Лучший драматический сериал            | Номинация |
| «Эмми»                        | 2017 | «Корона»                            | Лучший режиссёр драматического сериала | Номинация |
| «Эмми»                        | 2018 | «Корона»                            | Лучший режиссёр драматического сериала | Победа    |
| «Выбор критиков»              | 2012 | «Жутко громко и запредельно близко» | Лучший режиссёр                        | Номинация |
| «Спутник»                     | 2003 | «Часы»                              | Лучший режиссёр                        | Номинация |
| «Спутник»                     | 2008 | «Чтец»                              | Лучший режиссёр                        | Номинация |
| Премия Гильдии режиссёров США | 2003 | «Часы»                              | Лучший режиссёр                        | Номинация |
| Премия Гильдии продюсеров США | 2018 | «Корона»                            | Лучший телевизионный сериал — драма    | Номинация |

### Прочие награды
- «Тони», 2009 год — Номинация: Лучший режиссёр мюзикла (мюзикл «Билли Эллиот», постановка на Бродвее)
- Внешнее общество критиков, 2009 год — Номинация: Лучший режиссёр мюзикла (мюзикл «Билли Эллиот», постановка на Бродвее)
- «Драма Деск», 2009 год — Номинация: Лучший режиссёр мюзикла (мюзикл «Билли Эллиот», постановка на Бродвее)
- Helpmann Awards, 2008 год — Номинации: Лучший режиссёр мюзикла (мюзикл «Билли Эллиот», постановка в Австралии)
- Берлинский кинофестиваль, 2003 год — Номинации: Золотой Медведь («Часы»)
- Победитель: Приз газеты Berliner Morgenpost («Часы»)